# 냉음극관

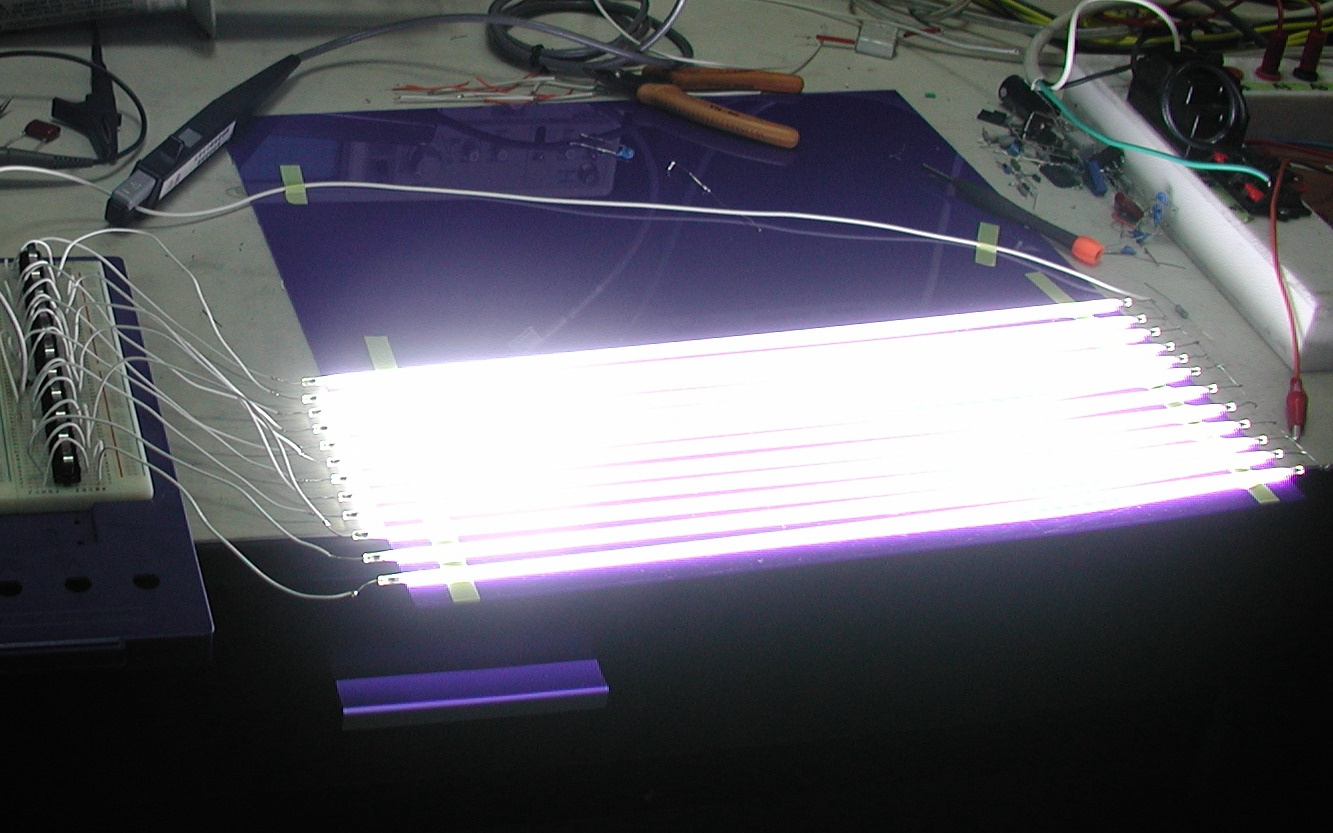
냉음극 형광 램프

냉음극관(冷陰極管)은 가는 관 모양의 형광등으로, 빛을 발하는 원리는 보통 형광등과 비슷하다. 2000년대 초반에 LCD 디스플레이 백라이트용의 광원으로서 급속히 발전했다. 건물 내부의 안내등의 광원으로도 주목받았으나, 2010년대부터는 LED의 발전으로 시장에서 퇴출되고 있다.
CCFL (냉음극관)이 점등되기 위해서는 특수한 전용 인버터 회로가 필요하다. 냉음극 방전을 이용한 저압 방전도 네온관과 비슷한 특성을 가진다.

## 전극의 전자 방출 원리
일반 형광등은 열음극관(Hot Cathode Fluorescent Lamp-HCFL)으로 불리는 것으로, 전극을 가열하여 열전자를 방출하게 한다. 냉음극관(Cold Cathode Fluorescent Lamp-CCFL)은 음극을 가열하지 않고 전자를 방출한다. 그래서 열음극관에 비해 냉음극관은 음극 강하 전압이 크고, 이 음극 강하 전압은 열을 잃게 된다. 이 때문에 냉음극관은 열음극관에 비해 발광 효율이 약간 떨어진다.
하지만 최근 들어 음극을 제조하는 소재의 개선으로 음극에 걸리는 전압이 크게 낮아져서, 냉 음극관의 발광 효율은 큰 폭으로 개선되고 있다.

## 냉음극관의 점등용 인버터 회로

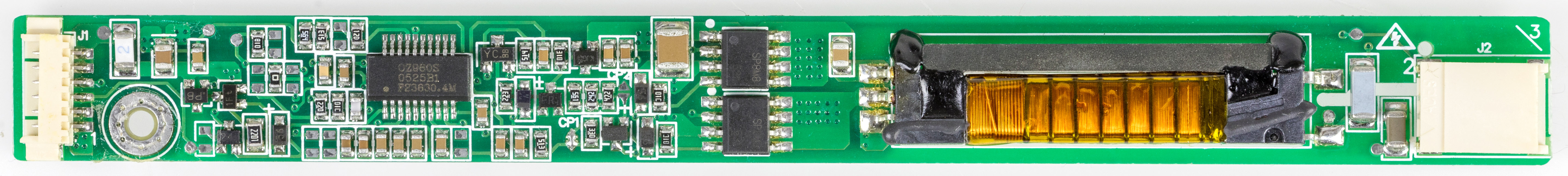
노트북 LCD 모니터에 사용되는 인버터 회로의 예

냉음극관(CCFL)의 점등용으로 사용되는 인버터 회로는, 노트북용이나 액정 TV용 백라이트의 점등 회로로서 독자적인 발전을 이루고 있어 소형화와 효율 개선을 위해서, 비교적 홀쪽한 형상의 공진형 트랜스가 사용되게 되었다. 공진형 트랜스는 동일 형상의 일반 트랜스에 비해 부피는 1/3 이하이며, 또 신뢰성이 높다. 이를 이용한 인버터 회로는 LCD의 발전과 함께, 냉음극관의 점등용으로서 급속히 발전하고 있다.

## 냉음극관의 음극 재료
초기에는 니켈 전극이 주류였지만, 몰리브덴 전극의 개발로 음극 강하 전압이 크게 내려갔다. 음극을 구성하는 소재로는 탄소 나노튜브도 주목받고 있다. 또, 파이오니아와 도시바가 개발한 다이아몬드 박막 효과로 인해서, 음극 강하 전압은 한층 더 내린다고 여겨지고 있다.